# Homels voblast
Homels voblast (belarusiska: Гомельская вобласць: Homelskaja voblasts), även Gomel oblast (ryska: Гомельская область: Gomelskaja oblast), är ett län (voblast) i Belarus. Huvudort är Homel (Gomel).
Stora delar av länet förorenades av radioaktivt nedfall efter Tjernobylolyckan i april 1986.